# L'empremta
L'empremta (títol original en anglès Sleuth) és una pel·lícula britànica dirigida l'any 1972 per Joseph L. Mankiewicz. Ha estat doblada al català.

## Anàlisi
Pel·lícula basada en l'obra teatral del mateix títol d'Anthony Schaffer. La història manté en suspens a l'espectador fins al final. Magistral duel interpretatiu dels protagonistes Laurence Olivier i Michael Caine. Va obtenir quatre nominacions als Oscars. El 2007 es va realitzar un remake de la pel·lícula (Sleuth) en el qual Michael Caine assumeix el paper que Laurence Olivier tenia a la primera pel·lícula, mentre que el paper original de Caine va ser assignat a Jude Law. La direcció d'aquest projecte va recaure a les mans del cineasta Kenneth Branagh en el que es considera la seva tornada al cinema convencional lluny de les adaptacions d'obres de Shakespeare que tanta fama li han proporcionat.
L'obra constitueix una forta crítica cap a l'aristocràcia britànica, verbalitzada diverses vegades pel personatge Milo Tindle, ja que el principal conflicte d'interessos per una dona es recolza en les diferències de classe social.

## Repartiment
- Laurence Olivier: Andrew Wyke
- Michael Caine: Milo Tindle
- Alec Cawthorne: l'inspector Doppler
- John Matthew: el sergent Tarrant
- Teddy Martin: el policia Higgs
- Eve Channing: Marguerite Wyke

## Crítica
Adaptació molt brillant d'una obra teatral d'èxit que Mankiewicz va modificar prou per ajustar-la al seu format personal, habitat gairebé sempre per algun personatge que des d'una superioritat intel·lectual o perceptiva pretén assumir un paper de demiürg enganyat, dominant, utilitzant, i a vegades humiliant a altres que suposa inferiors o simplement manipulables, en un mil·limètric joc d'aparences. Diàlegs de causticitat i intel·ligència comparables només als del binomi Diamond-Wilder, una supèrbia direcció d'actors i una posada en escena de solucions exactes i funcionals, amb brillantor, que donen com a resultat una apassionant obra mestra.

## Premis i nominacions

### Nominacions
- 1973: Oscar al millor director per Joseph L. Mankiewicz[4]
- 1973: Oscar al millor actor per Michael Caine[4]
- 1973: Oscar al millor actor per Laurence Olivier[4]
- 1973: Oscar a la millor banda sonora per John Addison[4]
- 1973: Globus d'Or a la millor pel·lícula dramàtica
- 1973: Globus d'Or al millor actor dramàtic per Michael Caine
- 1973: Globus d'Or al millor actor dramàtic per Laurence Olivier
- 1974: BAFTA al millor actor per Laurence Olivier
- 1974: BAFTA al millor guió per Anthony Shaffer
- 1974: BAFTA a la millor direcció artística per Ken Adam
- 1974: BAFTA a la millor fotografia per Oswald Morris